# 弗拉納宮
弗拉納宮是位於保加利亞首都索菲亞郊區的一處宮殿。

## 历史
曾是保加利亞王國的王宮。現在弗拉納宮是末代沙皇西美昂二世的官邸。二戰結束後，弗拉納宮一度為保加利亞共產黨政權所有，成為首任領導人格奧爾基·季米特洛夫的官邸。共產黨政權倒台後，弗拉納宮雖交給西美昂二世，但引發很大爭議，許多人認為王宮應該是公共財產。
42°38′25″N 23°25′58″E / 42.6402777878°N 23.4327777878°E